# Øresundståg
 (juin 2016).
Si vous disposez d'ouvrages ou d'articles de référence ou si vous connaissez des sites web de qualité traitant du thème abordé ici, merci de compléter l'article en donnant les références utiles à sa vérifiabilité et en les liant à la section « Notes et références ».

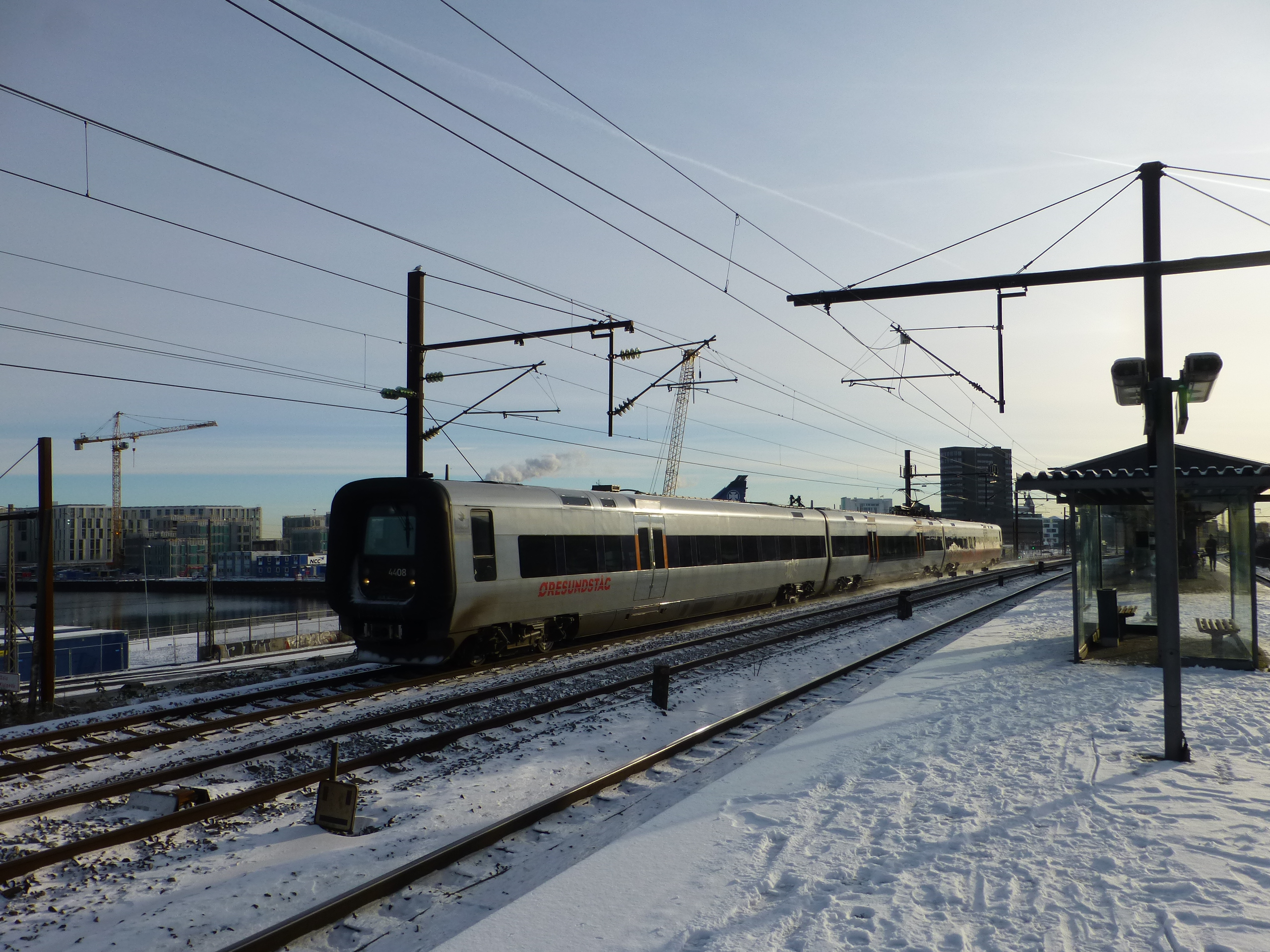
Un train d'Øresundstog dans la à Copenhague (2014).

Øresundståg (suédois : Öresundståg, danois : Øresundstog) est un réseau de trains régionaux de la région de l'Öresund. Il s'étend de la gare d'Østerport à Copenhague au Danemark à Göteborg, Växjö/Kalmar et Karlskrona en Suède. Les trains sont exploités par Skånetrafiken au Danemark et par Transdev en Suède.

## Histoire
L'Øresundståg est issu d'une collaboration entre le Danemark et la Suède, il a été créé le 2 juillet 2000.

## Caractéristiques
À cause de systèmes de courant de traction différents, le train est construit pour 15 kV/16,7 Hz et 25 kV/50 Hz, un ATC danois et suédois l'équipe,. Une rame est composée de 2 automotricesde classe ET avec un compartiment de conduite, et d'une voiture intermédiaire de classe FT comprenant un plancher surbaissé et une surface flexible. Elle a été construite par Adtranz Sweden AB, aujourd'hui Bombardier Transport. Une vitesse maximale de 180 km/h peut être atteinte, grâce à 8 moteurs de voie asynchrones triphasés de 265 kW chacun. En 2e classe, l'Øresundståg a une disponibilité de 176 places assises et de 41 strapontins, et, en 1re classe, de 20 places. Le wagon du milieu de chaque train dispose de sièges pour fauteuils roulants et d’une salle de bain accessible aux personnes handicapées. Le train pèse 156 tonnes. Il a une longueur de 78,9 mètres et sa charge par essieu est de 18,2 tonnes. Sa carrosserie est faite en acier inoxydable. 3 freins, un frein pneumatique, un frein électrique et un frein magnétique sur rail, équipent le train. L'Øresundståg est également équipé d'un système de climatisation. 5 rames peuvent être couplées au maximum.